# Taxithelium papillisetum
Taxithelium papillisetum är en bladmossart som beskrevs av Fleischer 1923. Taxithelium papillisetum ingår i släktet Taxithelium och familjen Sematophyllaceae. Inga underarter finns listade i Catalogue of Life.